# Derrière la porte verte
 (mai 2017).
Si vous disposez d'ouvrages ou d'articles de référence ou si vous connaissez des sites web de qualité traitant du thème abordé ici, merci de compléter l'article en donnant les références utiles à sa vérifiabilité et en les liant à la section « Notes et références ».
Série
Behind the Green Door: the Sequel (en)
(1986)
Pour plus de détails, voir Fiche technique et Distribution.
Derrière la porte verte (Behind the Green Door) est un film pornographique et psychédélique américain sorti en 1972. Il est considéré comme l'un des classiques du genre.
Avec l'actrice Marilyn Chambers qui deviendra une célébrité, il est l'un des premiers films hardcore distribué largement aux États-Unis et le premier long métrage réalisé par les frères Mitchell (en).
Le film est l'adaptation d'un livre anonyme portant le même titre. Le titre fait référence à la chanson à succès Green Door (en) sortie en 1956.
Le film est apparemment le premier long métrage pornographique américain qui inclut une scène de pornographie interraciale.
Avec le film Gorge profonde, sorti la même année, Derrière la porte verte mène à une explosion du genre porno chic et au commencement de l'âge d'or du film pornographique. Le film fut diffusé lors du festival de Cannes.

## Synopsis
Le film commence avec l'enlèvement de la riche Gloria Saunders, emmenée au club d'élite de San Francisco, le North Beach sex club. Saunders est alors initiée à de nombreux actes sexuels, allant du lesbianisme au sexe en groupe. Un public masqué, composé de nombreux membres de la classe huppée de San Francisco, s'excite de plus en plus en observant les performances auxquelles participe Saunders.
Le film se termine alors que le public s'approche de la scène et commence une orgie. Les derniers plans psychédéliques présentent la seule séquence d'éjaculation du long-métrage. Alors que la foule se disperse, le narrateur rejoint Saunders et les deux font l'amour, seuls sur scène.

## Fiche technique
- Réalisation : Artie Mitchell et Jim Mitchell
- Scénario : Artie Mitchell
- Production : Frères Mitchell (en)
- Pays de production :  États-Unis
- Langue originale : anglais
- Durée : 72 minutes

## Distribution
- Marilyn Chambers : Gloria Saunders
- George S. McDonald : Barry Clark
- Johnnie Keyes : l'étalon noir
- Elizabeth Knowles : Lisa Grant
- Yank Levine : Dudley
- Toni Attell : mime
- Ben Davidson : portier
- Adrienne Mitchell : serveuse
- Dana Fuller : cuisinière
- Dale Meador : employé d'hôtel
- Jim Mitchell : premier kidnappeur
- Artie Mitchell : deuxième kidnappeur
- Mike Bradford : valet de stationnement
- Tony Royale : garde